# 日田郡
- 令制国一覧 > 西海道 > 豊後国 > 日田郡
- 日本 > 九州地方 > 大分県 > 日田郡

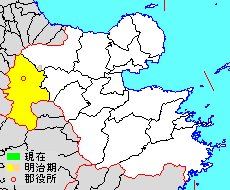
大分県日田郡の位置（薄黄：後に他郡に編入された区域）

日田郡（ひたぐん）は、大分県（豊後国）にあった郡。

## 郡域
1878年（明治11年）に行政区画として発足した当時の郡域は、下記の区域にあたる。
- 中津市の一部（山国町長尾野）
- 日田市の全域

## 歴史

### 古代
天平12年（740年）頃までに成立したとされる『豊後国風土記』において、豊後国の8つの郡のひとつとして日田郡が挙げられている。同書の日田郡の条によれば、景行天皇が巡幸した際に、この地で久津媛（ひさつひめ）という神が人と化して迎えたことから久津媛之郡と名付けられたのが訛ったものであるとされている。
また、承平年間（931年 - 938年）に成立した『和名類聚抄』では、日高郡とされており、「比多」の訓が付されている（元和古活字本巻5）。なお安伎、伊美、来縄、田染、津守の5郷があると記されている（高山寺本巻9）が、國埼郡条にほぼ同名の郷が重出している。代わって海部郡条に記されている日田、在田、夜開、曰理、叉連、石井の6郷が日高郡に当たると推測されている。

### 近世以降の沿革
- 「旧高旧領取調帳」に記載されている明治初年時点での支配は以下の通り。（2町91村）

| 知行   | 知行       | 村数     | 村名 |
| ------ | ---------- | -------- | --- |
| 幕府領 | 西国筋郡代 | 2町 54村 | 坂本村、池部村、豆田町、城内村、中城村、堀田村、庄手村、隈町、竹田村、田島村、刃連村、下井手村、上井手村、馬原村、求来里村、北高瀬村、南高瀬村、西高瀬村、上野村、小畑村、寺内村、佐古村、石井村、川下村、南内河野村、北内河野村、山手村、堂尾村、柚木村、大野村、赤石村、梅野村、中西村、栃原村、川原村、上野田村、下野田村、高取村、万々金村、鎌手村、小五馬村、栗林村、続木村、苗代部村、女子畑村、柚野木村、大鳥村、湯山村、桜竹村、赤岩村、本城村、新城村、五馬市村、塚田村、出口村、芋作村 |
| 藩領   | 豊後森藩   | 37村     | 上手村、石松村、西池部村、羽田村、市瀬村、中尾村、長小野村、諸留村、月出山村、小寒水村、羽野村、用松村、財津村、藤山村、秋原村、伏木村、河内村、林村、台村、竹尾村、小竹村、鶴河内村、中村、中島村、高野村、祝原村、関村、草場村、渡里村、十二町村、友田村、入江村、二串村、山田村、小迫村、陣屋廻村、上城内村 |

- 慶応4年閏4月25日（1868年6月15日） - 幕府領が日田県の管轄となる。
- 明治4年
  - 7月14日（1871年8月29日） - 廃藩置県により、藩領が森県の管轄となる。
  - 11月14日（1871年12月25日） - 第1次府県統合により、全域が大分県の管轄となる。
- 明治8年（1875年）3月 - 以下の町村の統合が行われる。（2町49村）

- 西有田村 ← 坂本村、上手村、石松村
- 東有田村 ← 池部村、諸留村、月出山村
- 北豆田村 ← 城内村、陣屋廻村、上城内村
- 南豆田村 ← 中城村、堀田村
- 日高村 ← 刃連村、下井手村、上井手村
- 高瀬村 ← 北高瀬村、南高瀬村、西高瀬村
- 小山村 ← 小畑村、山手村
- 内河野村 ← 南内河野村、北内河野村
- 合瀬村 ← 梅野村、中西村
- 栃野村 ← 栃原村、下野田村

- 東大山村 ← 高取村［高取本村・千丈］、小五馬村、栗林村、続木村
- 西大山村 ← 高取村［片瀬古］、万々金村、鎌手村
- 合田村 ← 柚野木村、大鳥村
- 有田村 ← 西池部村、中尾村、小寒水村
- 花月村 ← 市瀬村、藤山村、秋原村、伏木村、台村
- 三和村 ← 羽野村、用松村、財津村
- 小野村 ← 河内村、林村、竹尾村、小竹村
- 大肥村 ← 中村、中島村
- 夜明村 ← 高野村、祝原村、関村

- 寺内村・佐古村が石井村に、苗代部村が女子畑村に、新城村が五馬市村に、芋作村が出口村に、草場村が渡里村に、入江村が友田村にそれぞれ合併。

- 明治11年（1878年）11月1日 - 郡区町村編制法の大分県での施行により、行政区画としての日田郡が発足。郡役所が豆田町に設置。

### 町村制以降の沿革

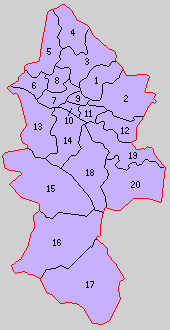
1.西有田村 2.東有田村 3.三花村 4.小野村 5.大鶴村 6.夜明村 7.光岡村 8.朝日村 9.豆田町 10.隈町 11.三芳村 12.馬原村 13.五和村 14.高瀬村 15.前津江村 16.中津江村 17.上津江村 18.大山村 19.中川村 20.五馬村（紫：日田市）

- 明治22年（1889年）4月1日 - 町村制の施行により、以下の町村が発足。全域が現・日田市。（2町18村）
  - 西有田村 ← 有田村、西有田村
  - 東有田村 ← 東有田村、羽田村
  - 三花村 ← 三和村、花月村
  - 小野村（単独村制）
  - 大鶴村 ← 大肥村、鶴河内村
  - 夜明村（単独村制）
  - 光岡村 ← 友田村、渡里村、十二町村
  - 朝日村 ← 小迫村、山田村、二串村
  - 豆田町 ← 豆田町、北豆田村、南豆田村
  - 隈町 ← 隈町、庄手村、竹田村
  - 三芳村 ← 田島村、日高村、求来里村
  - 馬原村（単独村制）
  - 五和村 ← 石井村、小山村、堂尾村、内河野村、川下村
  - 高瀬村 ← 高瀬村、上野村
  - 前津江村 ← 大野村、柚木村、赤石村
  - 中津江村 ← 栃野村、合瀬村
  - 上津江村 ← 川原村、上野田村
  - 大山村 ← 西大山村、東大山村
  - 中川村 ← 湯山村、合田村、赤岩村、桜竹村、女子畑村
  - 五馬村 ← 五馬市村、塚田村、出口村、本城村
  - 長小野村が下毛郡三郷村の一部となる。
- 明治24年（1891年）4月1日 - 郡制を施行。
- 明治34年（1901年）11月1日 - 豆田町・隈町が合併して日田町が発足。（1町18村）
- 大正12年（1923年）4月1日 - 郡会を廃止。郡役所は存置。
- 大正15年（1926年）7月1日 - 郡役所が廃止。以降は地域区分名称となる。
- 昭和15年（1940年）12月11日 - 日田町・三芳村・光岡村・高瀬村・朝日村・三花村・西有田村が合併して日田市が発足し、郡より離脱。（12村）
- 昭和17年（1942年）7月1日 - 「日田地方事務所」が日田市に設置され、本郡を管轄。
- 昭和30年（1955年）3月31日（5村）
  - 東有田村・小野村・大鶴村・夜明村・五和村が日田市に編入。
  - 五馬村・中川村・馬原村が合併して栄村が発足。
- 昭和41年（1966年）4月1日 - 栄村が町制施行・改称して天瀬町となる。（1町4村）
- 昭和44年（1969年）2月1日 - 大山村が町制施行して大山町となる。（2町3村）
- 平成17年（2005年）3月22日 - 前津江村・中津江村・上津江村・大山町・天瀬町が日田市に編入。同日日田郡消滅。

### 変遷表
| 明治8年以前 | 明治8年以前        | 明治8年  | 明治22年 4月1日 町村制施行 | 明治22年 - 大正15年   | 昭和元年 - 昭和29年     | 昭和30年 - 昭和39年          | 昭和30年 - 昭和63年            | 平成元年 - 現在              | 現在   |
| ----------- | ------------------ | -------- | -------------------------- | --------------------- | ----------------------- | ---------------------------- | ------------------------------ | ---------------------------- | ------ |
| 豆田町      | 豆田町             | 豆田町   | 豆田町                     | 明治34年9月7日 日田町 | 昭和15年12月11日 日田市 | 日田市                       | 日田市                         | 日田市                       | 日田市 |
| 城内村      | 城内村             | 北豆田村 | 豆田町                     | 明治34年9月7日 日田町 | 昭和15年12月11日 日田市 | 日田市                       | 日田市                         | 日田市                       | 日田市 |
| 陣屋廻村    |                    | 北豆田村 | 豆田町                     | 明治34年9月7日 日田町 | 昭和15年12月11日 日田市 | 日田市                       | 日田市                         | 日田市                       | 日田市 |
| 上城内村    |                    | 北豆田村 | 豆田町                     | 明治34年9月7日 日田町 | 昭和15年12月11日 日田市 | 日田市                       | 日田市                         | 日田市                       | 日田市 |
| 中城村      | 中城村             | 南豆田村 | 豆田町                     | 明治34年9月7日 日田町 | 昭和15年12月11日 日田市 | 日田市                       | 日田市                         | 日田市                       | 日田市 |
| 堀田村      |                    | 南豆田村 | 豆田町                     | 明治34年9月7日 日田町 | 昭和15年12月11日 日田市 | 日田市                       | 日田市                         | 日田市                       | 日田市 |
| 隈町        | 隈町               | 隈町     | 隈町                       | 明治34年9月7日 日田町 | 昭和15年12月11日 日田市 | 日田市                       | 日田市                         | 日田市                       | 日田市 |
| 庄手村      | 庄手村             | 庄手村   | 隈町                       | 明治34年9月7日 日田町 | 昭和15年12月11日 日田市 | 日田市                       | 日田市                         | 日田市                       | 日田市 |
| 竹田村      | 竹田村             | 竹田村   | 隈町                       | 明治34年9月7日 日田町 | 昭和15年12月11日 日田市 | 日田市                       | 日田市                         | 日田市                       | 日田市 |
| 西池部村    | 西池部村           | 有田村   | 西有田村                   | 西有田村              | 昭和15年12月11日 日田市 | 日田市                       | 日田市                         | 日田市                       | 日田市 |
| 中尾村      |                    | 有田村   | 西有田村                   | 西有田村              | 昭和15年12月11日 日田市 | 日田市                       | 日田市                         | 日田市                       | 日田市 |
| 小寒水村    |                    | 有田村   | 西有田村                   | 西有田村              | 昭和15年12月11日 日田市 | 日田市                       | 日田市                         | 日田市                       | 日田市 |
| 坂本村      | 坂本村             | 西有田村 | 西有田村                   | 西有田村              | 昭和15年12月11日 日田市 | 日田市                       | 日田市                         | 日田市                       | 日田市 |
| 上手村      |                    | 西有田村 | 西有田村                   | 西有田村              | 昭和15年12月11日 日田市 | 日田市                       | 日田市                         | 日田市                       | 日田市 |
| 石松村      |                    | 西有田村 | 西有田村                   | 西有田村              | 昭和15年12月11日 日田市 | 日田市                       | 日田市                         | 日田市                       | 日田市 |
| 羽野村      | 羽野村             | 三和村   | 三花村                     | 三花村                | 昭和15年12月11日 日田市 | 日田市                       | 日田市                         | 日田市                       | 日田市 |
| 用松村      |                    | 三和村   | 三花村                     | 三花村                | 昭和15年12月11日 日田市 | 日田市                       | 日田市                         | 日田市                       | 日田市 |
| 財津村      |                    | 三和村   | 三花村                     | 三花村                | 昭和15年12月11日 日田市 | 日田市                       | 日田市                         | 日田市                       | 日田市 |
| 市瀬村      | 市瀬村             | 花月村   | 三花村                     | 三花村                | 昭和15年12月11日 日田市 | 日田市                       | 日田市                         | 日田市                       | 日田市 |
| 藤山村      |                    | 花月村   | 三花村                     | 三花村                | 昭和15年12月11日 日田市 | 日田市                       | 日田市                         | 日田市                       | 日田市 |
| 秋原村      |                    | 花月村   | 三花村                     | 三花村                | 昭和15年12月11日 日田市 | 日田市                       | 日田市                         | 日田市                       | 日田市 |
| 伏木村      |                    | 花月村   | 三花村                     | 三花村                | 昭和15年12月11日 日田市 | 日田市                       | 日田市                         | 日田市                       | 日田市 |
| 台村        |                    | 花月村   | 三花村                     | 三花村                | 昭和15年12月11日 日田市 | 日田市                       | 日田市                         | 日田市                       | 日田市 |
| 十二町村    | 十二町村           | 十二町村 | 光岡村                     | 光岡村                | 昭和15年12月11日 日田市 | 日田市                       | 日田市                         | 日田市                       | 日田市 |
| 友田村      | 友田村             | 友田村   | 光岡村                     | 光岡村                | 昭和15年12月11日 日田市 | 日田市                       | 日田市                         | 日田市                       | 日田市 |
| 入江村      | 友田村に合併       | 友田村   | 光岡村                     | 光岡村                | 昭和15年12月11日 日田市 | 日田市                       | 日田市                         | 日田市                       | 日田市 |
| 渡里村      | 渡里村             | 渡里村   | 光岡村                     | 光岡村                | 昭和15年12月11日 日田市 | 日田市                       | 日田市                         | 日田市                       | 日田市 |
| 草場村      | 渡里村に合併       | 渡里村   | 光岡村                     | 光岡村                | 昭和15年12月11日 日田市 | 日田市                       | 日田市                         | 日田市                       | 日田市 |
| 小迫村      | 小迫村             | 小迫村   | 朝日村                     | 朝日村                | 昭和15年12月11日 日田市 | 日田市                       | 日田市                         | 日田市                       | 日田市 |
| 山田村      | 山田村             | 山田村   | 朝日村                     | 朝日村                | 昭和15年12月11日 日田市 | 日田市                       | 日田市                         | 日田市                       | 日田市 |
| 二串村      | 二串村             | 二串村   | 朝日村                     | 朝日村                | 昭和15年12月11日 日田市 | 日田市                       | 日田市                         | 日田市                       | 日田市 |
| 刃連村      | 刃連村             | 日高村   | 三芳村                     | 三芳村                | 昭和15年12月11日 日田市 | 日田市                       | 日田市                         | 日田市                       | 日田市 |
| 下井手村    |                    | 日高村   | 三芳村                     | 三芳村                | 昭和15年12月11日 日田市 | 日田市                       | 日田市                         | 日田市                       | 日田市 |
| 上井手村    |                    | 日高村   | 三芳村                     | 三芳村                | 昭和15年12月11日 日田市 | 日田市                       | 日田市                         | 日田市                       | 日田市 |
| 田島村      | 田島村             | 田島村   | 三芳村                     | 三芳村                | 昭和15年12月11日 日田市 | 日田市                       | 日田市                         | 日田市                       | 日田市 |
| 求来里村    | 求来里村           | 求来里村 | 三芳村                     | 三芳村                | 昭和15年12月11日 日田市 | 日田市                       | 日田市                         | 日田市                       | 日田市 |
| 北高瀬村    | 北高瀬村           | 高瀬村   | 高瀬村                     | 高瀬村                | 昭和15年12月11日 日田市 | 日田市                       | 日田市                         | 日田市                       | 日田市 |
| 南高瀬村    |                    | 高瀬村   | 高瀬村                     | 高瀬村                | 昭和15年12月11日 日田市 | 日田市                       | 日田市                         | 日田市                       | 日田市 |
| 西高瀬村    |                    | 高瀬村   | 高瀬村                     | 高瀬村                | 昭和15年12月11日 日田市 | 日田市                       | 日田市                         | 日田市                       | 日田市 |
| 上野村      | 上野村             | 上野村   | 高瀬村                     | 高瀬村                | 昭和15年12月11日 日田市 | 日田市                       | 日田市                         | 日田市                       | 日田市 |
| 池部村      | 池部村             | 東有田村 | 東有田村                   | 東有田村              | 東有田村                | 昭和30年3月31日 日田市に編入 | 日田市                         | 日田市                       | 日田市 |
| 諸留村      |                    | 東有田村 | 東有田村                   | 東有田村              | 東有田村                | 昭和30年3月31日 日田市に編入 | 日田市                         | 日田市                       | 日田市 |
| 月出山村    |                    | 東有田村 | 東有田村                   | 東有田村              | 東有田村                | 昭和30年3月31日 日田市に編入 | 日田市                         | 日田市                       | 日田市 |
| 羽田村      | 羽田村             | 羽田村   | 東有田村                   | 東有田村              | 東有田村                | 昭和30年3月31日 日田市に編入 | 日田市                         | 日田市                       | 日田市 |
| 河内村      | 河内村             | 小野村   | 小野村                     | 小野村                | 小野村                  | 昭和30年3月31日 日田市に編入 | 日田市                         | 日田市                       | 日田市 |
| 林村        |                    | 小野村   | 小野村                     | 小野村                | 小野村                  | 昭和30年3月31日 日田市に編入 | 日田市                         | 日田市                       | 日田市 |
| 竹尾村      |                    | 小野村   | 小野村                     | 小野村                | 小野村                  | 昭和30年3月31日 日田市に編入 | 日田市                         | 日田市                       | 日田市 |
| 小竹村      |                    | 小野村   | 小野村                     | 小野村                | 小野村                  | 昭和30年3月31日 日田市に編入 | 日田市                         | 日田市                       | 日田市 |
| 中村        | 中村               | 大肥村   | 大鶴村                     | 大鶴村                | 大鶴村                  | 昭和30年3月31日 日田市に編入 | 日田市                         | 日田市                       | 日田市 |
| 中島村      |                    | 大肥村   | 大鶴村                     | 大鶴村                | 大鶴村                  | 昭和30年3月31日 日田市に編入 | 日田市                         | 日田市                       | 日田市 |
| 鶴河内村    | 鶴河内村           | 鶴河内村 | 大鶴村                     | 大鶴村                | 大鶴村                  | 昭和30年3月31日 日田市に編入 | 日田市                         | 日田市                       | 日田市 |
| 高野村      | 高野村             | 夜明村   | 夜明村                     | 夜明村                | 夜明村                  | 昭和30年3月31日 日田市に編入 | 日田市                         | 日田市                       | 日田市 |
| 祝原村      |                    | 夜明村   | 夜明村                     | 夜明村                | 夜明村                  | 昭和30年3月31日 日田市に編入 | 日田市                         | 日田市                       | 日田市 |
| 関村        |                    | 夜明村   | 夜明村                     | 夜明村                | 夜明村                  | 昭和30年3月31日 日田市に編入 | 日田市                         | 日田市                       | 日田市 |
| 小畑村      | 小畑村             | 小山村   | 五和村                     | 五和村                | 五和村                  | 昭和30年3月31日 日田市に編入 | 日田市                         | 日田市                       | 日田市 |
| 山手村      |                    | 小山村   | 五和村                     | 五和村                | 五和村                  | 昭和30年3月31日 日田市に編入 | 日田市                         | 日田市                       | 日田市 |
| 南内河野村  | 南内河野村         | 内河野村 | 五和村                     | 五和村                | 五和村                  | 昭和30年3月31日 日田市に編入 | 日田市                         | 日田市                       | 日田市 |
| 北内河野村  |                    | 内河野村 | 五和村                     | 五和村                | 五和村                  | 昭和30年3月31日 日田市に編入 | 日田市                         | 日田市                       | 日田市 |
| 石井村      | 石井村             | 石井村   | 五和村                     | 五和村                | 五和村                  | 昭和30年3月31日 日田市に編入 | 日田市                         | 日田市                       | 日田市 |
| 佐古村      | 石井村に合併       | 石井村   | 五和村                     | 五和村                | 五和村                  | 昭和30年3月31日 日田市に編入 | 日田市                         | 日田市                       | 日田市 |
| 寺内村      | 石井村に合併       | 石井村   | 五和村                     | 五和村                | 五和村                  | 昭和30年3月31日 日田市に編入 | 日田市                         | 日田市                       | 日田市 |
| 堂尾村      | 堂尾村             | 堂尾村   | 五和村                     | 五和村                | 五和村                  | 昭和30年3月31日 日田市に編入 | 日田市                         | 日田市                       | 日田市 |
| 川下村      | 川下村             | 川下村   | 五和村                     | 五和村                | 五和村                  | 昭和30年3月31日 日田市に編入 | 日田市                         | 日田市                       | 日田市 |
| 塚田村      | 塚田村             | 塚田村   | 五馬村                     | 五馬村                | 五馬村                  | 昭和30年3月31日 栄村         | 昭和41年4月1日 町制改称 天瀬町 | 平成17年3月22日 日田市に編入 | 日田市 |
| 本城村      | 本城村             | 本城村   | 五馬村                     | 五馬村                | 五馬村                  | 昭和30年3月31日 栄村         | 昭和41年4月1日 町制改称 天瀬町 | 平成17年3月22日 日田市に編入 | 日田市 |
| 五馬市村    | 五馬市村           | 五馬市村 | 五馬村                     | 五馬村                | 五馬村                  | 昭和30年3月31日 栄村         | 昭和41年4月1日 町制改称 天瀬町 | 平成17年3月22日 日田市に編入 | 日田市 |
| 新城村      | 五馬市村に合併     | 五馬市村 | 五馬村                     | 五馬村                | 五馬村                  | 昭和30年3月31日 栄村         | 昭和41年4月1日 町制改称 天瀬町 | 平成17年3月22日 日田市に編入 | 日田市 |
| 出口村      | 出口村             | 出口村   | 五馬村                     | 五馬村                | 五馬村                  | 昭和30年3月31日 栄村         | 昭和41年4月1日 町制改称 天瀬町 | 平成17年3月22日 日田市に編入 | 日田市 |
| 芋作村      | 出口村に合併       | 出口村   | 五馬村                     | 五馬村                | 五馬村                  | 昭和30年3月31日 栄村         | 昭和41年4月1日 町制改称 天瀬町 | 平成17年3月22日 日田市に編入 | 日田市 |
| 馬原村      | 馬原村             | 馬原村   | 馬原村                     | 馬原村                | 馬原村                  | 昭和30年3月31日 栄村         | 昭和41年4月1日 町制改称 天瀬町 | 平成17年3月22日 日田市に編入 | 日田市 |
| 柚野木村    | 柚野木村           | 合田村   | 中川村                     | 中川村                | 中川村                  | 昭和30年3月31日 栄村         | 昭和41年4月1日 町制改称 天瀬町 | 平成17年3月22日 日田市に編入 | 日田市 |
| 大鳥村      |                    | 合田村   | 中川村                     | 中川村                | 中川村                  | 昭和30年3月31日 栄村         | 昭和41年4月1日 町制改称 天瀬町 | 平成17年3月22日 日田市に編入 | 日田市 |
| 女子畑村    | 女子畑村           | 女子畑村 | 中川村                     | 中川村                | 中川村                  | 昭和30年3月31日 栄村         | 昭和41年4月1日 町制改称 天瀬町 | 平成17年3月22日 日田市に編入 | 日田市 |
| 苗代部村    | 女子畑村に合併     | 女子畑村 | 中川村                     | 中川村                | 中川村                  | 昭和30年3月31日 栄村         | 昭和41年4月1日 町制改称 天瀬町 | 平成17年3月22日 日田市に編入 | 日田市 |
| 湯山村      | 湯山村             | 湯山村   | 中川村                     | 中川村                | 中川村                  | 昭和30年3月31日 栄村         | 昭和41年4月1日 町制改称 天瀬町 | 平成17年3月22日 日田市に編入 | 日田市 |
| 赤岩村      | 赤岩村             | 赤岩村   | 中川村                     | 中川村                | 中川村                  | 昭和30年3月31日 栄村         | 昭和41年4月1日 町制改称 天瀬町 | 平成17年3月22日 日田市に編入 | 日田市 |
| 桜竹村      | 桜竹村             | 桜竹村   | 中川村                     | 中川村                | 中川村                  | 昭和30年3月31日 栄村         | 昭和41年4月1日 町制改称 天瀬町 | 平成17年3月22日 日田市に編入 | 日田市 |
| 小五馬村    | 小五馬村           | 東大山村 | 大山村                     | 大山村                | 大山村                  | 大山村                       | 昭和44年2月1日 町制 大山町     | 平成17年3月22日 日田市に編入 | 日田市 |
| 栗林村      |                    | 東大山村 | 大山村                     | 大山村                | 大山村                  | 大山村                       | 昭和44年2月1日 町制 大山町     | 平成17年3月22日 日田市に編入 | 日田市 |
| 続木村      |                    | 東大山村 | 大山村                     | 大山村                | 大山村                  | 大山村                       | 昭和44年2月1日 町制 大山町     | 平成17年3月22日 日田市に編入 | 日田市 |
| 高取村      | （高取本村・千丈） | 東大山村 | 大山村                     | 大山村                | 大山村                  | 大山村                       | 昭和44年2月1日 町制 大山町     | 平成17年3月22日 日田市に編入 | 日田市 |
| 高取村      | （片瀬古）         | 西大山村 | 大山村                     | 大山村                | 大山村                  | 大山村                       | 昭和44年2月1日 町制 大山町     | 平成17年3月22日 日田市に編入 | 日田市 |
| 万々金村    |                    | 西大山村 | 大山村                     | 大山村                | 大山村                  | 大山村                       | 昭和44年2月1日 町制 大山町     | 平成17年3月22日 日田市に編入 | 日田市 |
| 鎌手村      |                    | 西大山村 | 大山村                     | 大山村                | 大山村                  | 大山村                       | 昭和44年2月1日 町制 大山町     | 平成17年3月22日 日田市に編入 | 日田市 |
| 大野村      | 大野村             | 大野村   | 前津江村                   | 前津江村              | 前津江村                | 前津江村                     | 前津江村                       | 平成17年3月22日 日田市に編入 | 日田市 |
| 柚木村      | 柚木村             | 柚木村   | 前津江村                   | 前津江村              | 前津江村                | 前津江村                     | 前津江村                       | 平成17年3月22日 日田市に編入 | 日田市 |
| 赤石村      | 赤石村             | 赤石村   | 前津江村                   | 前津江村              | 前津江村                | 前津江村                     | 前津江村                       | 平成17年3月22日 日田市に編入 | 日田市 |
| 栃原村      | 栃原村             | 栃野村   | 中津江村                   | 中津江村              | 中津江村                | 中津江村                     | 中津江村                       | 平成17年3月22日 日田市に編入 | 日田市 |
| 下野田村    |                    | 栃野村   | 中津江村                   | 中津江村              | 中津江村                | 中津江村                     | 中津江村                       | 平成17年3月22日 日田市に編入 | 日田市 |
| 梅野村      | 梅野村             | 合瀬村   | 中津江村                   | 中津江村              | 中津江村                | 中津江村                     | 中津江村                       | 平成17年3月22日 日田市に編入 | 日田市 |
| 中西村      |                    | 合瀬村   | 中津江村                   | 中津江村              | 中津江村                | 中津江村                     | 中津江村                       | 平成17年3月22日 日田市に編入 | 日田市 |
| 川原村      | 川原村             | 川原村   | 上津江村                   | 上津江村              | 上津江村                | 上津江村                     | 上津江村                       | 平成17年3月22日 日田市に編入 | 日田市 |
| 上野田村    | 上野田村           | 上野田村 | 上津江村                   | 上津江村              | 上津江村                | 上津江村                     | 上津江村                       | 平成17年3月22日 日田市に編入 | 日田市 |

## 行政
歴代郡長
| 代 | 氏名 | 就任年月日                | 退任年月日                | 備考                   |
| -- | ---- | ------------------------- | ------------------------- | ---------------------- |
| 1  |      | 明治11年（1878年）11月1日 |                           |                        |
|    |      |                           | 大正15年（1926年）6月30日 | 郡役所廃止により、廃官 |